# Johnny Kalsi

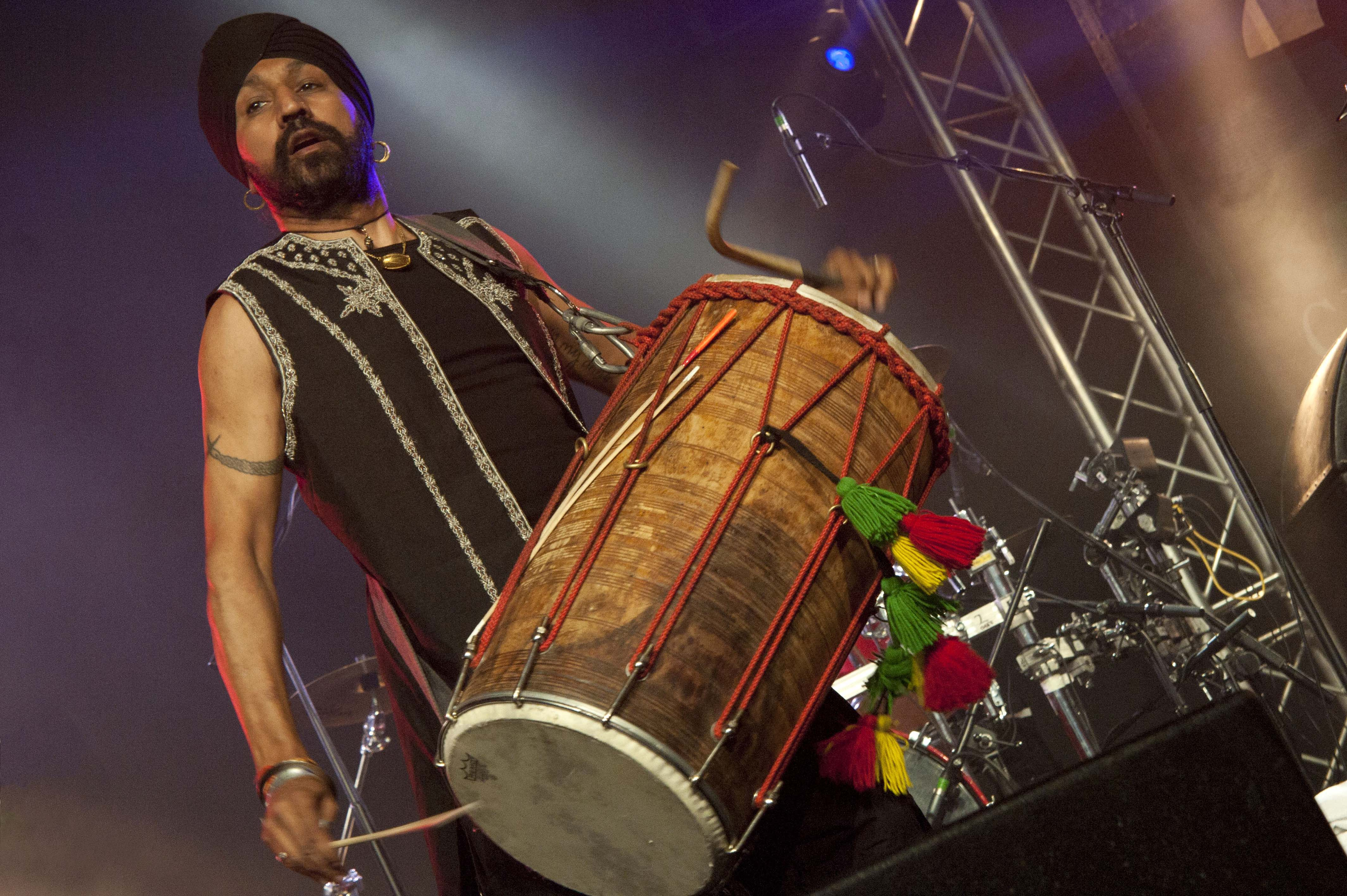
Johnny Kalsi, 2010

Johnny Kalsi (geboren 1967 in Leeds, Yorkshire) ist ein britischer Schlagzeuger mit indischen Wurzeln, der in Deutschland in erster Linie als Mitglied der Band Afro Celt Sound System bekannt ist. Er ist außerdem Mitglied des Londoner Musikkollektivs Transglobal Underground, der Band The Imagined Village sowie Gründer der Dhol Foundation.

## Leben
Kalsi kam 1967 in Leeds, Yorkshire, zur Welt. Die Familie stammte aus dem Pandschab (Punjab), doch war schon der Großvater nach Kenia emigriert. Die Eltern wanderten von dort nach England ein.
Kalsi entdeckte früh seine Liebe zur Musik, lernte Tabla und brachte sich autodidaktisch Schlagzeug bei, als er verschiedenen Schulbands beitrat. Geprägt wurde er von dem Erlebnis einer indischen Hochzeit im Verwandtenkreis, wo die Bhangra-Tanzgruppe einiger Onkel auftrat und Kalsi völlig fasziniert von der Dhol war. Da es im damaligen Vereinigten Königreich keine Lehrer für Dhol gab, übertrug er die bereits erlernten Tabla-Techniken auf die größere Trommel und entwickelte selbst die benötigten Schlagtechniken. Darüber hinaus adaptierte er die Rhythmus-Notation der Tabla für die Dhol und schuf damit ein Notationssystem, das sich weltweit durchsetzte.
Kalsi begann auf Anfrage von Interessierten zu unterrichten, woraus sich The Dhol Foundation entwickelte: Sowohl ein Schulungssystem für Dhol und andere Rhythmusinstrumente, als auch eine Musikformation, die Bhangra mit westlichen Musikstilen mischt und mittlerweile fünf Alben herausgebracht hat.
Darüber hinaus arbeiteten Johnny Kalsi bzw. The Dhol Foundation mit vielen Künstlern zusammen, u. a. Peter Gabriel an dem Soundtrack OVO für die Millennium Dome Show von 2000, Avril Lavigne, Cliff Richard sowie Robert Plant und Jimmy Page. Musikstücke von Kalsi wurden auch für Filme wie Gangs of New York (Martin Scorsese) oder „Der unglaubliche Hulk“ (Louis Leterrier) ausgewählt.

## Dhol-Design
Die klassische Dhol weist einen konvexen Korpus auf. Kalsi fand heraus, dass diese Form lediglich dafür notwendig ist, das Ziegenfell, das für beide Trommelflächen verwendet wird, hinreichend mit Schnüren zu spannen. Durch die Verwendung von Metallklammern, wie sie bereits bei der Dholak in Verwendung waren, konnte er die nötige Spannung auch mit einem völlig zylindrischen Korpus verwirklichen und sich 1984 eine „Straight Barrel“-Dhol nach eigenen Vorstellungen fertigen lassen.

## Diskografie
The Dhol Foundation spielte folgende Alben ein, die z. T. im Eigenverlag TDF Records erschienen sind:
- Big Drum:Small World, 2001 (Narada)
- Drum-Believable, 2004 (TDF Records)
- Drums & Roses, 2007 (TDF Records)
- Drum Struck, 2010 (TDF Records)
- Basant,  2017 (ECC Records)